# Станківці (Калуський район)
Ста́нківці — село Калуського району Івано-Франківської області. Входить до складу Витвицької сільської громади. Населення становить 615 осіб.

## Географія
Розташоване посеред гір на половині шляху із Гошева до с. Лужки, за 21 км від міста Долина. Через нього протікає гірська річка Лужанка. На північно-східній стороні від села бере початок струмок Лисий. 

## Історія
Вперше село згадується в реєстрі подимного податку Жидачівського повіту 1662 р. як Станковець. В поголовному реєстрі 1677 р. фігурує як присілок села Витвиця.
У 1830 році збудовано дерев’яну церкву Святого Михаїла. 
Початкова школа у Станківцях знаходилася у хаті Стефана Ільницького. У 1890 році громада побудувала школу з однією класною кімнатою і житлом для вчителя. У 1936 році збудовано нову двоповерхову школу на чотири класи, вчительську і помешкання для вчителів.
У 1939 році в селі проживало 480 мешканців (460 українців, 5 поляків, 15 євреїв). 
9 грудня 1995 року поряд із старою церквою було закладено й освячено камінь під будівництво Храму Божого, а 7 грудня 2003 року владика Софрон Мудрий освятив новозбудовану церкву. 
У селі зберігся кам'яний Хрест на честь скасування кріпосного права.

## Релігія
- церква святого архистратига Михаїла (1830, УГКЦ, дерев'яна)
- церква Покрови Пресвятої Богородиці (2003, УГКЦ, кам'яна)

## Природа
- Бовкоти — ландшафтний заказник місцевого значення.
- Гуркало Лужанський водоспад — водоспад на річці Лужанці.

## Відомі люди

### Народилися
- Остап Дзеса — заступник голови Івано-Франківської обласної ради.